# Andrena cuneilabris
Andrena cuneilabris là một loài Hymenoptera trong họ Andrenidae. Loài này được Viereck mô tả khoa học năm 1926.

## Hình ảnh

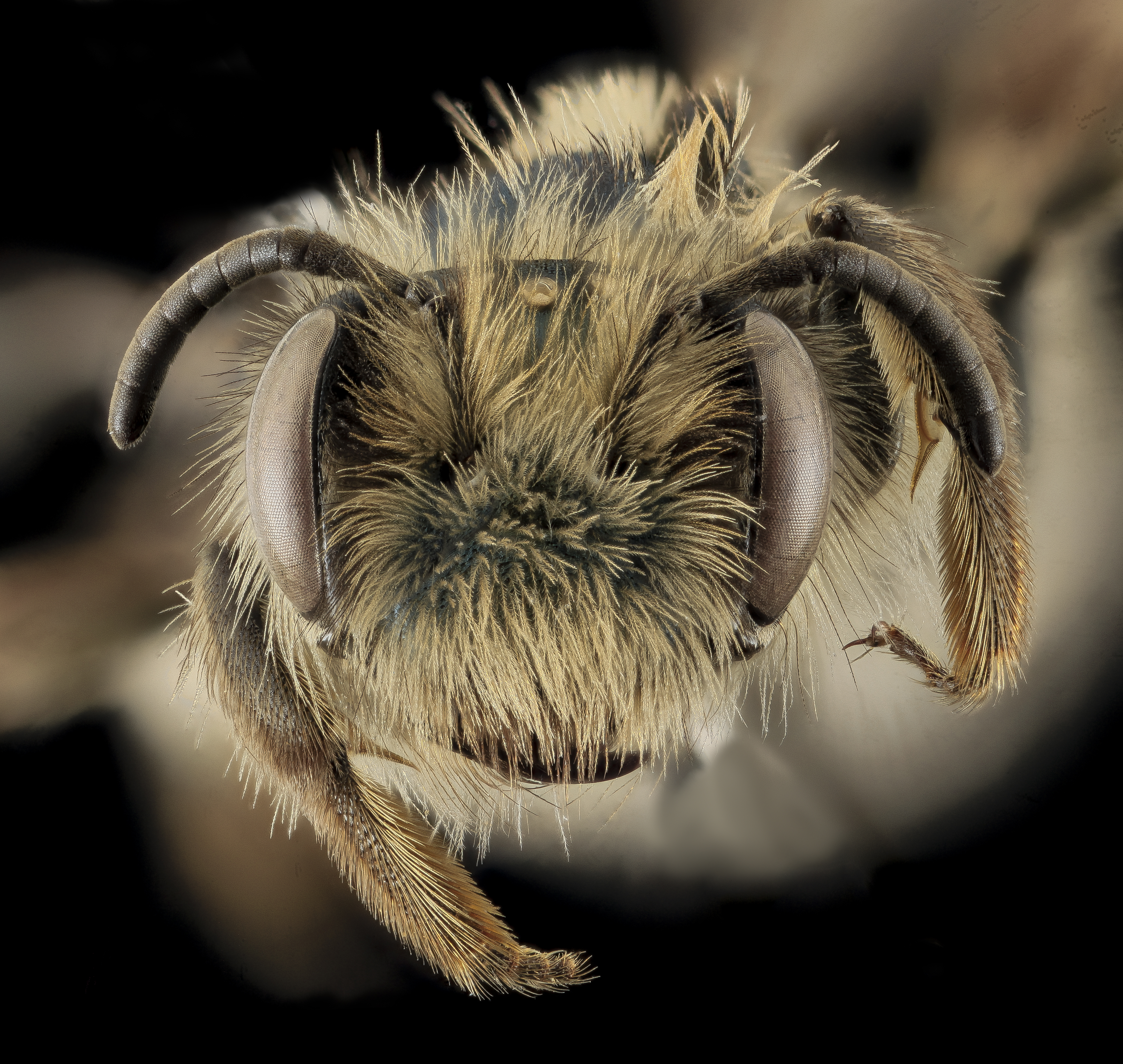